# Jaime Ortiz-Patiño
Jaime Ortiz-Patiño (París, 20 de junio de 1930 – Torremolinos, 3 de enero de 2013) fue un coleccionista de arte, empresario impulsor del Club de Golf Valderrama y Presidente de la Federación Mundial de Bridge.

## Biografía
Su padre Jorge Ortiz-Linares fue embajador de Bolivia en Francia y su madre Graziella Patiño era hija del industrial boliviano Simón Patiño, que fuera conocido como el rey del estaño en Bolivia. En su juventud, Ortiz-Patiño fue al Le Rosey, estudió Ingeniería Civil en Ginebra y en 1976 fue nombrado presidente del holding familiar. En el lado deportivo, compitió en algunos torneos como el Abierto de Francia.
Ortiz-Patiño se desempeñó como el último presidente de Patino Mining Company hasta 1982.

## Bridge
Ortiz-Patiño fue jugador internacional de Bridge, representando a Suiza, donde vivió muchos años, dos veces en la Olimpiada Mundial por Equipos, y una vez cada uno en el World Open Pairs, la Copa Rosenblum y el World Senior Pairs, convirtiéndose en un World Bridge Federation World Life Master. También jugó en ocho Campeonatos de Europa y ganó muchos títulos nacionales suizos. Posteriormente, fue presidente de la Federación Internacional de Bridge de 1976 a 1986.

## Golf
Se inició por el golf en el Open de Italia de 1956 al ser caddie de Dai Rees. En 1984, Ortiz-Patino compró por 2.000 millones de pesetas al sultán de Brunéi el 50% del entonces Campo de Las Aves y, con la ayuda del diseñador Robert Trent Jones lo transformó en el Club de Golf Valderrama. Se interesó por vida en el mantenimiento de cursos y se entrenó hasta el punto en que supervisó el mantenimiento ecológico diario de Valderrama. Durante años fue el promotor gracias a la celebración, durante años, del renombrado Volvo Masters (entre los años 1986-1996 y 2002-2008). En 1999, recibió el Premio Old Tom Morris de la Asociación de Superintendentes de Campos de Golf de América, el más alto honor de la industria del mantenimiento. Consiguió que Valderrama fuera el campo para albergar la Ryder Cup 1997, la primera ocasión que la Ryder se disputaba en territorio continental europeo.